# クラップショット

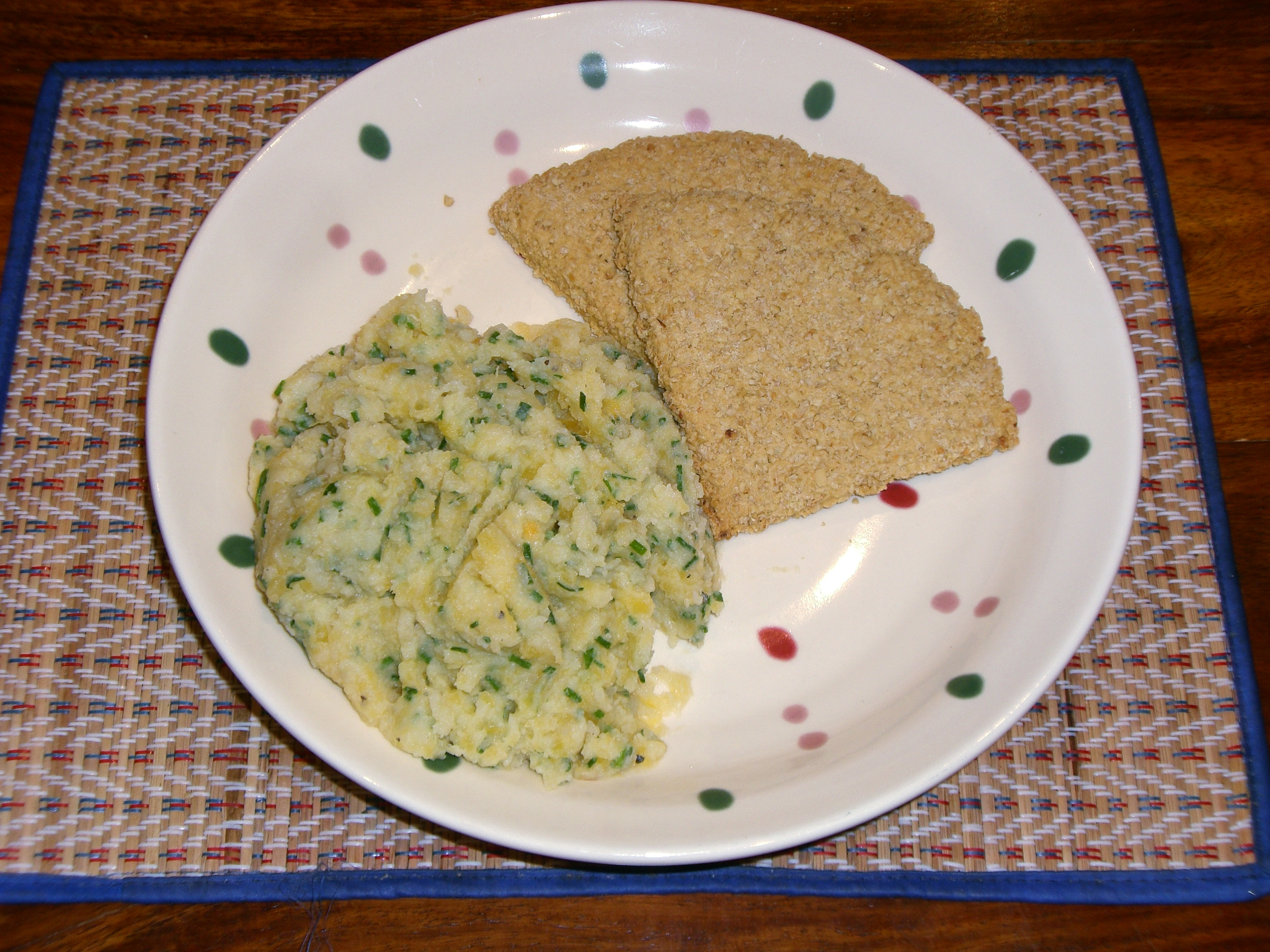
クラップショットとオートケーキ

クラップショット（英語: Clapshot）はオークニー諸島を発祥とする伝統的なスコットランド料理の1つ。ジャガイモとルタバガ（スウェーデンカブ）をいっしょにマッシュポテトにし、チャイブ、バターまたはドリップ、塩、コショウで作られ、タマネギを加えることもある。
クラップショットはハギス、オートケーキ、ミンチ肉、ソーセージやコールドミートと一緒に提供される。
クラップショットの名称はオークニー人に由来する。